# Tuska Open Air
Tuska Open Air Metal Festival forkortet Tuska er den største metalmusikfestival i hele Norden. Tuska begyndte i 1998 og er vokset hvert eneste år efter. Festivalen har siden 2001 fundet sted i Kaisaniemi park i midten af Helsinki, Finland. Tuska flytter i 2011 til Suvilahti, som også ligger centralt i Helsinki. 
Ordet "tuska" er finsk og betyder "smerte" eller "pine".

## Musikgrupper

### 1998
Absurdus, Am I Blood, Babylon Whores, Barathrum, Corporal Punishment, Crimson Midwinter, D-Ray, Gandalf, Gorgoroth, Hundred Years, Impaled Nazarene, Kyyria, Nemeh's O.D., Timo Rautiainen & Trio Niskalaukaus

### 1999
...And Oceans, 45 Degree Woman, Afterworld, Amorphis, Barathrum, Bury Me Deep, D-Ray, Dark Tranquillity, Divine Decay, Gandalf, Itä-Saksa, Jimsonweed, Lullacry, Nightwish, Painflow, Purity, Sentenced, Soul Above, Tarot, The 69 Eyes, Throne of Chaos, Timo Rautiainen & Trio Niskalaukaus, Twilight Opera, Two Witches

### 2000
Babylon Whores, Children of Bodom, Diablo, Eternal Tears of Sorrow, Finntroll, Gamma Ray, Impaled Nazarene, Lullacry, Metal Gods, Nightwish, Pain, Reduce to Ash, Satyricon, Sinergy, Stone, Terveet Kädet, The Black League, The Crown, Timo Rautiainen & Trio Niskalaukaus, To/Die/For

### 2001
45 Degree Woman, Amon Amarth, Amorphis, Daniel Lion Eye And The Rollers, Drive, Eläkeläiset, Finntroll, Gandalf, Headplate, Impaled Nazarene, In Flames, Katatonia, Kotiteollisuus, Rhapsody of Fire, Rotten Sound, Stratovarius, The 69 Eyes, Timo Rautiainen & Trio Niskalaukaus, Transport League, United Underworld, Yearning

### 2002
Ajattara, Blake, Bruce Dickinson, Diablo, Demigod, Ensiferum, Impaled Nazarene, Machine Head, Maj Karman Kauniit Kuvat, Marduk, Moonsorrow, Mustach, Nightwish, Sara, Sentenced, Sonata Arctica, Suburban Tribe, Sunride, The Crown, Timo Rautiainen & Trio Niskalaukaus, Verenpisara

### 2003
Amorphis, Arch Enemy, Barathrum, Behemoth, Children of Bodom, Divine Decay, Edguy, Finntroll, Horna, Immortal Souls, Lordi, Lost Horizon, Lullacry, Mannhai, Mauron Maiden, Ministry, Mokoma, Moonsorrow, Norther, Reverend Bizarre, Rotten Sound, Sentenced, Soulfly, Stratovarius, Tarot, The 69 Eyes, The Haunted, Thunderstone, Thyrane, Timo Rautiainen & Trio Niskalaukaus, Type O Negative

### 2004
Beseech, Blake, Chaosbreed, Charon, Dark Funeral, Dark Tranquillity, Death Angel, Dew-Scented, Diablo, Dio, Dismember, Drive, D.S.K., Ensiferum, Fear Factory, In Flames, Impaled Nazarene, Kilpi, Kotiteollisuus, Nasum, Nightwish, Machine Men, Mokoma, Sinergy, Soilwork, Sonata Arctica, Suburban Tribe, Swallow the Sun, Timo Rautiainen & Trio Niskalaukaus, Trollheim's Grott, Turisas, Twilightning

### 2005
Accept, Ajattara, Amoral, Apocalyptica, Callisto, Children of Bodom, Deathchain, Destruction, Dimmu Borgir, Evergrey, Finntroll, Gamma Ray, Hieronymus Bosch, Lake of Tears, Malediction, Mnemic, Monster Magnet, Naglfar, Pain Confessor, Paska, Primal Fear, Rotten Sound, Scarve, Sentenced, Sinking, Skyclad, Stam1na, Teräsbetoni, Testament, Thunderstone, Turmion Kätilöt, Viikate, Wintersun

### 2006
Amorphis, Anathema, April, Arch Enemy, Burst, Celtic Frost, Deathstars, Diablo, Epica, Freedom Call, Gojira, Impaled Nazarene, Kalmah, Mendeed, Metsatöll, Mokoma, Nine, Norther, Opeth, Pain Confessor, Sodom, Sonata Arctica, Stam1na, Suburban Tribe, Swallow the Sun, Tarot, The Scourger, The Sisters of Mercy, Timo Rautiainen, Venom, Verjnuarmu, Wintersun

### 2007
45 Degree Woman, Before The Dawn, Blind Guardian, Brother Firetribe, Children of Bodom, D'espairsRay, DragonForce, Emperor, Finntroll, Hatesphere, Immortal, Imperia, Insomnium, Isis, Katatonia, Legion of the Damned, Maj Karma, Mercenary, Misery Index, Moonsorrow, Moonspell, Naildown, Nicole, Pain, Profane Omen, Scent of Flesh, Stratovarius, Sturm und Drang, Thunderstone, Turisas, Vader, W.A.S.P.

### 2008
SLAYER, CARCASS, DIMMU BORGIR, MORBID ANGEL, KILLSWITCH ENGAGE, SONATA ARCTICA, FIELDS OF THE NEPHILIM, AMON AMARTH, MOKOMA, KREATOR, STAM1NA, ENTOMBED, DIABLO, JOB FOR A COWBOY, BEHEMOTH, NILE, KALMAH, DREAM EVIL, TYR, PRIMORDIAL, KORPIKLAANI, THE SORROW, THE SCOURGER, NOXA, SOTAJUMALA, KYPCK, KIUAS, GHOST BRIGADE, DISCARD, TRACEDAWN, SHADE EMPIRE, DYING FETUS.

### 2009
IMMORTAL, VOLBEAT, SUICIDAL TENDENCIES, NEUROSIS, AMORPHIS, MY DYING BRIDE, THE FACELESS, PESTILENCE, ENSIFERUM, STAM1NA, GOJIRA, KORPIKLAANI, BLACK DAHLIA MURDER, PARKWAY DRIVE, LEGION OF THE DAMNED, ALL THAT REMAINS, MUCC, GIRUGÄMESH, AMORAL, DEATHCHAIN, JON OLIVA'S PAIN, ELUVEITIE, ROTTEN SOUND, SABATON, FIREWIND, GAMA BOMB, PROFANE OMEN, CALLISTO, EVILE, MEDEIA, DAUNTLESS, TUKKANUOTTA.

### 2010
DEVIN TOWNSEND’S ZILTOID THE OMNISCIENT –album as well as MEGADETH, NEVERMORE, SATYRICON, TESTAMENT, W.A.S.P., KAMELOT, DEVIN TOWNSEND PROJECT, HYPOCRISY, CROWBAR, PAIN, TAROT, IHSAHN, FINNTROLL, NILE, SWALLOW THE SUN, OVERKILL, CANNIBAL CORPSE, OBITUARY, BLOODBATH, TURMION KÄTILÖT, TRIGGER THE BLOODSHED, WARMEN, SOTAJUMALA, BLAKE, RYTMIHÄIRIÖ, TORTURE KILLER, SURVIVORS ZERO, BARREN EARTH, INSOMNIUM, FM2000, [AMATORY], THE ARSON PROJECT and ARMED FOR APOCALYPSE.